# Det er mit liv
Det er mit liv er en dansk dokumentarfilm fra 1978, der er instrueret af Lise Roos.

## Handling
Om pårørendes reaktioner omkring tre kræftpatienter.